# Hector Basaldua
Hector Basaldua, né à Pergamino le 29 septembre 1895 et mort à Buenos Aires le 21 février 1976, est un peintre, graveur et lithographe argentin.

## Biographie
Il expose en 1928 au Salon des indépendants de toiles nommées Figure et Nature morte puis deux autres en 1929. 

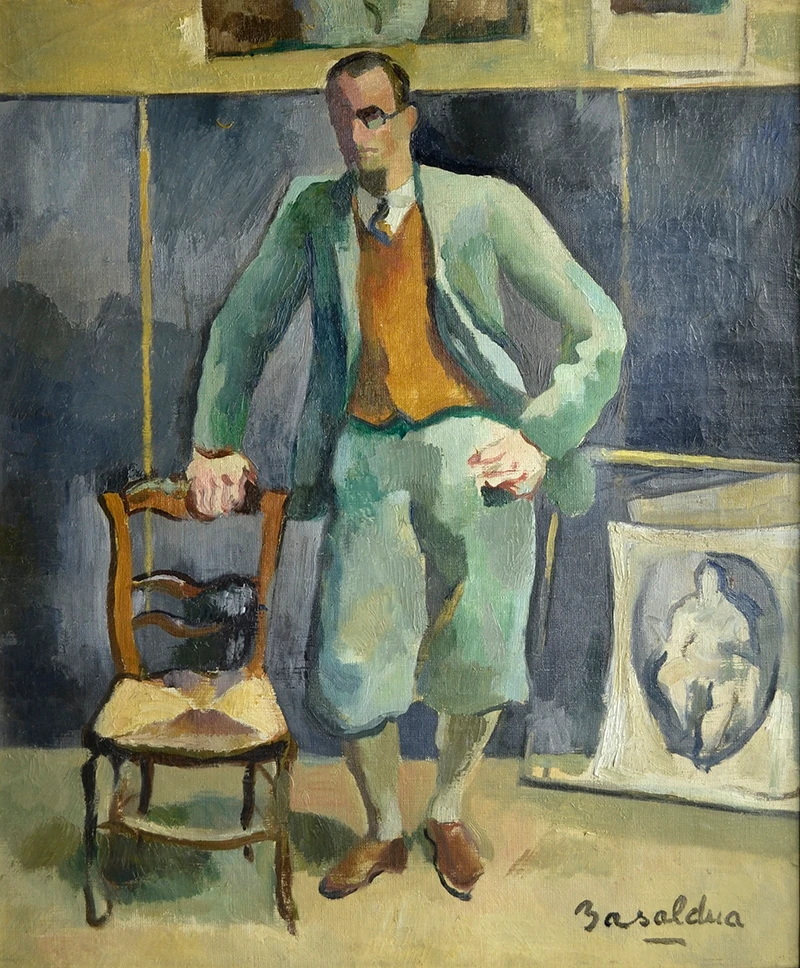
Portrait de Aquiles Badi (1922).